# Voghiera

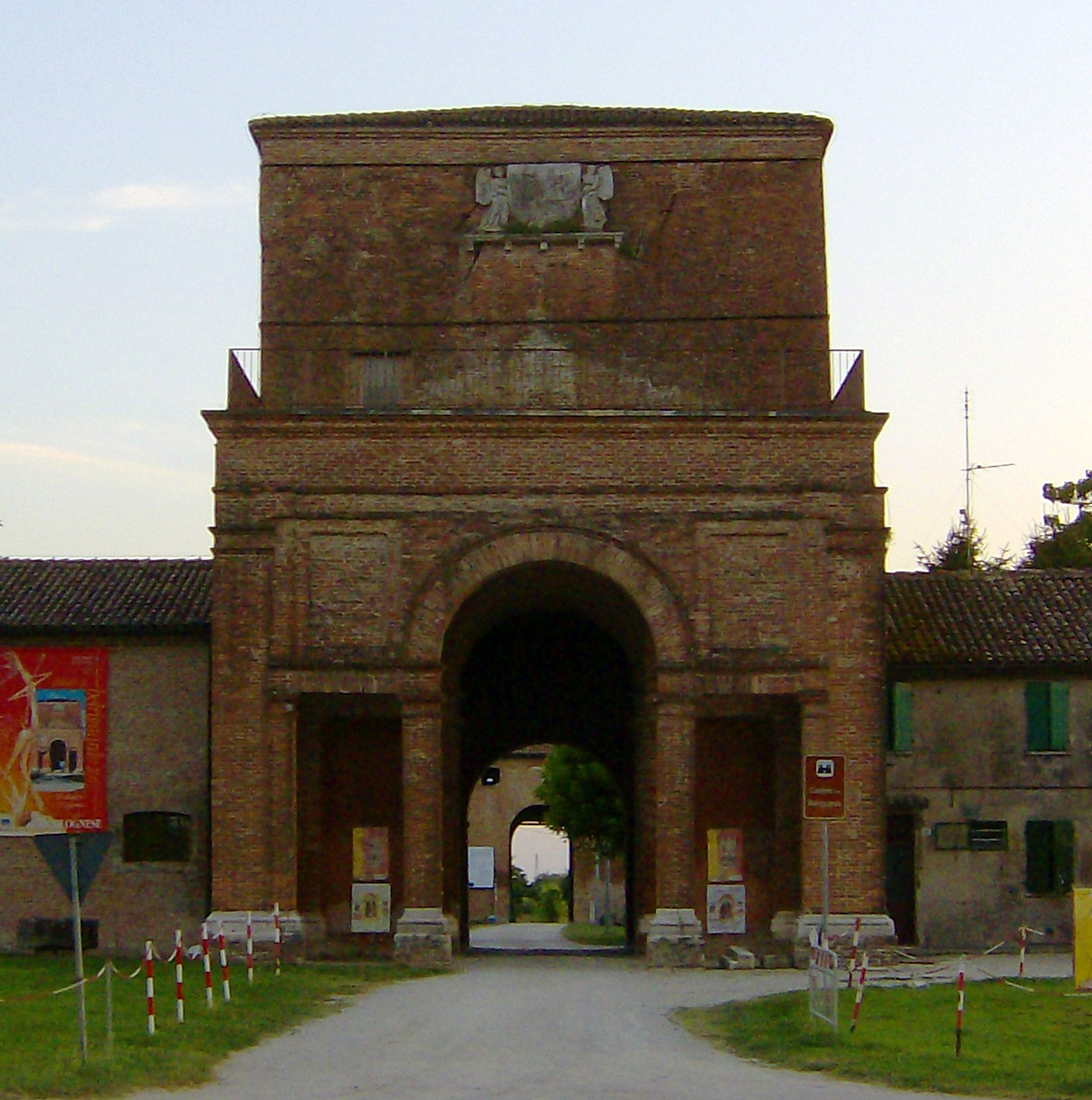
Delizia di Belriguardo

Voghiera ist eine italienische Gemeinde (comune) mit 3581 Einwohnern (Stand 31. Dezember 2023) in der Provinz Ferrara in der Emilia-Romagna. Die Gemeinde liegt etwa 13 Kilometer südöstlich von Ferrara.

## Geschichte
Die Geschichte der Gemeinde reicht weit in das Mittelalter zurück: Um 330 wurde vermutlich der Bischofssitz im heutigen Ortsteil Voghenza eingerichtet. Dieser bestand bis 657. Die Geschichte ist ferner verbunden mit Niccolò III. d’Este, der die Delizia di Belriguardo errichten ließ.

## Verkehr
Nördlich der Gemeinde verläuft der Raccordo Autostrada 8 von Ferrara nach Porto Garibaldi am Adriatischen Meer. 